# Psicoterapia da forma
A psicoterapia da forma (em alemão:  gestalt) ou gestalt-terapia (não confundir com psicologia da forma) é uma abordagem psicoterapêutica de base existencial, fenomenológica e humanista, que busca ampliar a consciência do indivíduo sobre si mesmo e sobre suas relações com o mundo. Ela enfatiza a experiência do "aqui e agora", promovendo a autorregulação e o autoconhecimento como formas de possibilitar escolhas autênticas e responsáveis.
Fundamentada no pensamento holístico e na teoria organísmica, a Gestalt-terapia compreende o ser humano como uma totalidade indivisível em interação constante com seu ambiente. Dessa forma, o adoecimento psicológico não é visto como uma condição isolada do indivíduo, mas como um processo que emerge da relação organismo-meio.
Influenciada por filósofos como Martin Buber e pelo pensamento de campo de Kurt Lewin, a Gestalt-terapia valoriza o diálogo e a relação terapêutica como elementos essenciais no processo de transformação do paciente. Foi desenvolvido por Fritz Perls, Laura Perls, Ralph Hefferline e Paul Goodman nas décadas de 1940 e 1950, e foi descrito pela primeira vez no livro Gestalt Therapy de 1951.

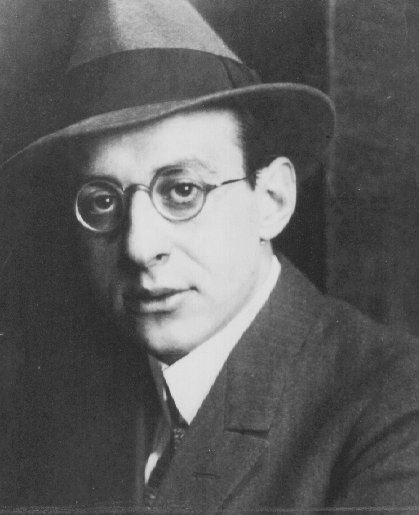
Fritz Perls o principal nome no desenvolvimento e divulgação da Gestalt-terapia

A Gestalt-terapia é uma abordagem psicoterapêutica de base fenomenológica e existencial. Criada pelos psicoterapeutas alemães Friedrich Salomon Perls (Fritz) e Lore Posner Perls (Laura), sua origem está ligada ao contexto político e cultural da Alemanha dos anos 1920. Seu desenvolvimento ocorreu na África do Sul, na década de 1940, e sua consolidação como método terapêutico se deu nos Estados Unidos, em 1951. Nesse período, emergia nos Estados Unidos a chamada "Terceira Força" da psicologia, representada pela Psicologia humanista, que se colocava como alternativa ao Behaviorismo e à Psicanálise. A Gestalt-terapia se alinhava a esse movimento, enfatizando o autoconhecimento, a autorregulação e o crescimento pessoal, considerando o indivíduo como sujeito ativo e responsável por suas escolhas.
Os fundamentos teóricos da Gestalt-terapia estão intimamente ligados à trajetória de seus criadores. Entre 1920 e 1933, Fritz Perls obteve seu doutorado em neuropsiquiatria e trabalhou como assistente de Kurt Goldstein, no Instituto para Soldados com Lesão Cerebral. Nesse período, conheceu Laura, que havia concluído seu doutorado em Psicologia da Gestalt (Uma outra área da psicologia cujo nome é muito parecido. Criada por Max Wertheimer, Wolfgang Köhler e Kurt Koffka, baseados nos estudos psicofísicos que relacionaram a forma e sua percepção área da psicologia).
O casal teve contato com influentes pensadores da Psicologia da Gestalt e do Existencialismo, o que contribuiu para a formação das bases conceituais de sua abordagem terapêutica.
Com a ascensão do regime nazista, Fritz e Laura emigraram para a África do Sul em 1934, onde fundaram o Instituto Sul-Africano de Psicanálise. Durante esse período, entraram em contato com Jan Smuts, criador do conceito de Holismo, e publicaram "Ego, Fome e Agressão" (1941-1942), uma obra que antecipava princípios fundamentais da Gestalt-terapia ao integrar influências do Holismo, da Psicologia da Gestalt e da Teoria Organísmica.
No pós-guerra, insatisfeitos com o regime do apartheid sul-africano, os Perls se mudaram para Nova York, onde, em 1950, formaram o "Grupo dos Sete", um coletivo dedicado ao desenvolvimento da Gestalt-terapia. No ano seguinte, Fritz Perls, em parceria com Paul Goodman e Ralph Hefferline, publicou a obra Gestalt Therapy, formalizando os princípios teóricos e práticos da abordagem. A partir de então, a Gestalt-terapia se estabeleceu como um método psicoterapêutico independente, influenciando o campo da psicologia clínica e sendo amplamente adotada em diferentes contextos terapêuticos.
No Brasil, sua introdução ocorreu na década de 1970, inicialmente em São Paulo, e desde então tem se expandido para diferentes estados. Além de ser ensinada em cursos de graduação em psicologia, também está presente em programas de pós-graduação, consolidando-se como uma das principais abordagens dentro da psicoterapia contemporânea.
No Brasil, a Gestalt-terapia começou a ser conhecida na década de 1970, em um contexto marcado pela ditadura militar e pela repressão. Sua visão de homem e sua forma horizontal de relação despertaram o interesse de um grupo de psicólogos brasileiros, que passou a estudar e promover no país. A primeira publicação da área no Brasil ocorreu em 1976.
Em 1928, Perls passou por análise com Wilhelm Reich, de quem absorveu conceitos sobre couraça caracterológica e adotou o termo "terapia da concentração", que chegou a ser considerado pelo Grupo dos Sete como possível nome para a Gestalt-terapia, até então sem nome definido. O termo "gestalt", de origem alemã, significa forma ou configuração, podendo também ser entendido como "um modo específico de organização das partes individuais que a compõem". Assim, gestalt representa uma forma, a integração de partes em uma totalidade indivisível. Por outro lado, a palavra "terapia" vem do grego therapeia, que significa o ato de curar ou restabelecer-se, derivando do verbo grego therapeuein, que expressa a ideia de "curar" ou "realizar um tratamento médico".
O termo gestalt foi usado anteriormente pelos psicólogos da percepção. No artigo Über Gestalqualitäten (Sobre qualidades de design), de 1890, Christian von Ehrenfels propôs que certos fenômenos perceptivos, como a melodia, possuem propriedades de conjunto que não se reduzem aos elementos individuais que a compõem. Embora reconhecesse essa especificidade, ele ainda explicava tais fenômenos com base em elementos sensoriais prévios, atribuindo à memória um papel na percepção da totalidade ao reter vestígios das sensações passadas. Esse enfoque, que combinava a percepção de totalidades com a influência de elementos materiais e mnemônicos, marcou não apenas suas ideias, mas também as primeiras correntes gestaltistas, como as Escolas de Graz e Leipzig, diferenciando a abordagem berlinense das demais.
Usando as concepções cunhadas pelos psicólogos da percepção, Perls redirecionou este entendimento, antes para as formas sensoriais, para a propria psiquê humana. E esta nova concepção ficou conhecida como Escola Gestáltica. A premissa central da Gestalt-terapia é que a experiência humana se dá de maneira organizada, percebida em partes ou totalidades, e só pode ser compreendida a partir das relações entre esses elementos que a constituem.
A Psicologia da Gestalt foi um campo de estudo estritamente experimental, dedicado a questionar a perspectiva mecanicista de causa e efeito e a visão atomística, que busca compreender a realidade a partir de suas partes mais fundamentais. No contexto da psicologia, isso envolve a investigação sobre se a psique é composta por elementos como pulsões, emoções, símbolos ou condicionamentos. Portanto, Psicologia da Gestalt (ou Psicologia da Forma) e a Gestalt-terapia são áreas distintas, com focos e abordagens diferentes.
A Gestalt-terapia é uma abordagem psicoterapêutica desenvolvida por Fritz Perls, Laura Perls e Paul Goodman na década de 1950. Seu desenvolvimento ocorreu em um contexto de crítica ao behaviorismo e à psicanálise, enfatizando a experiência direta e a responsabilidade do indivíduo sobre sua existência. Baseada na interação entre percepção, consciência e ação, a Gestalt-terapia propõe que o ser humano seja compreendido em sua totalidade, considerando seus aspectos emocionais, físicos e sociais. Essa abordagem enfatiza o "aqui e agora", incentivando o paciente a explorar suas experiências presentes e a tomar consciência de seus processos internos e de suas relações com o meio. Esta concepção dos psicologos da forma foi um dos motivos para Perls nomear sua abordagem de Gestalt-terapia.
A abordagem gestáltica possui fundamentos epistemológicos diversos, incluindo influências da psicologia da Gestalt, da teoria organísmica de Kurt Goldstein, do holismo de Jan Smuts e da teoria de campo de Kurt Lewin. A psicologia da Gestalt contribuiu com a noção de que a percepção ocorre de maneira organizada e integrada, enquanto a teoria organísmica reforça a ideia de que o ser humano funciona como um todo, regulando-se de maneira natural. O holismo, por sua vez, enfatiza a interconexão entre indivíduo e ambiente, destacando que o crescimento pessoal se dá por meio da interação com o mundo. A teoria de campo de Lewin também influenciou a Gestalt-terapia, ao ressaltar que o comportamento humano é resultado da dinâmica entre pessoa e contexto.
Outro elemento essencial da Gestalt-terapia é sua vinculação à prática fenomenológico-existencial. Inspirada na fenomenologia de Edmund Husserl e no existencialismo de Martin Heidegger e Jean-Paul Sartre, essa abordagem valoriza a experiência vivida como fonte de conhecimento e enfatiza a liberdade e a responsabilidade do indivíduo. No contexto terapêutico, isso se traduz na ênfase na conscientização (awareness) e na compreensão do significado das experiências do cliente no momento presente. A prática terapêutica se afasta de interpretações preestabelecidas, incentivando o cliente a explorar sua subjetividade de maneira autêntica e sem julgamentos.
A Gestalt-terapia também está alinhada com a perspectiva humanista, compartilhando com essa corrente a visão positiva do ser humano e sua capacidade de autorregulação. O humanismo na Gestalt-terapia se expressa na crença de que cada indivíduo possui um potencial inato para o crescimento e a realização pessoal. Diferente de abordagens que delegam ao terapeuta um papel diretivo, a Gestalt-terapia valoriza a autonomia do cliente, criando um ambiente de diálogo e experimentação no qual ele pode descobrir suas próprias respostas. Assim, a Gestalt-terapia se consolida como uma abordagem integrativa, que combina influências filosóficas e psicológicas para oferecer um modelo terapêutico centrado na experiência e na autenticidade do indivíduo.
A Gestalt-Terapia teve como principais influências o contraponto com a psicanálise, a análise do caráter proposta por Wilhelm Reich, a fenomenologia, a Psicologia da Gestalt, a teoria organísmica de Kurt Goldstein e a filosofia existencial e o humanismo. Além disso, também incorporou, ainda que com algumas ressalvas, elementos do zen-budismo.

## Relação com a psicanálise

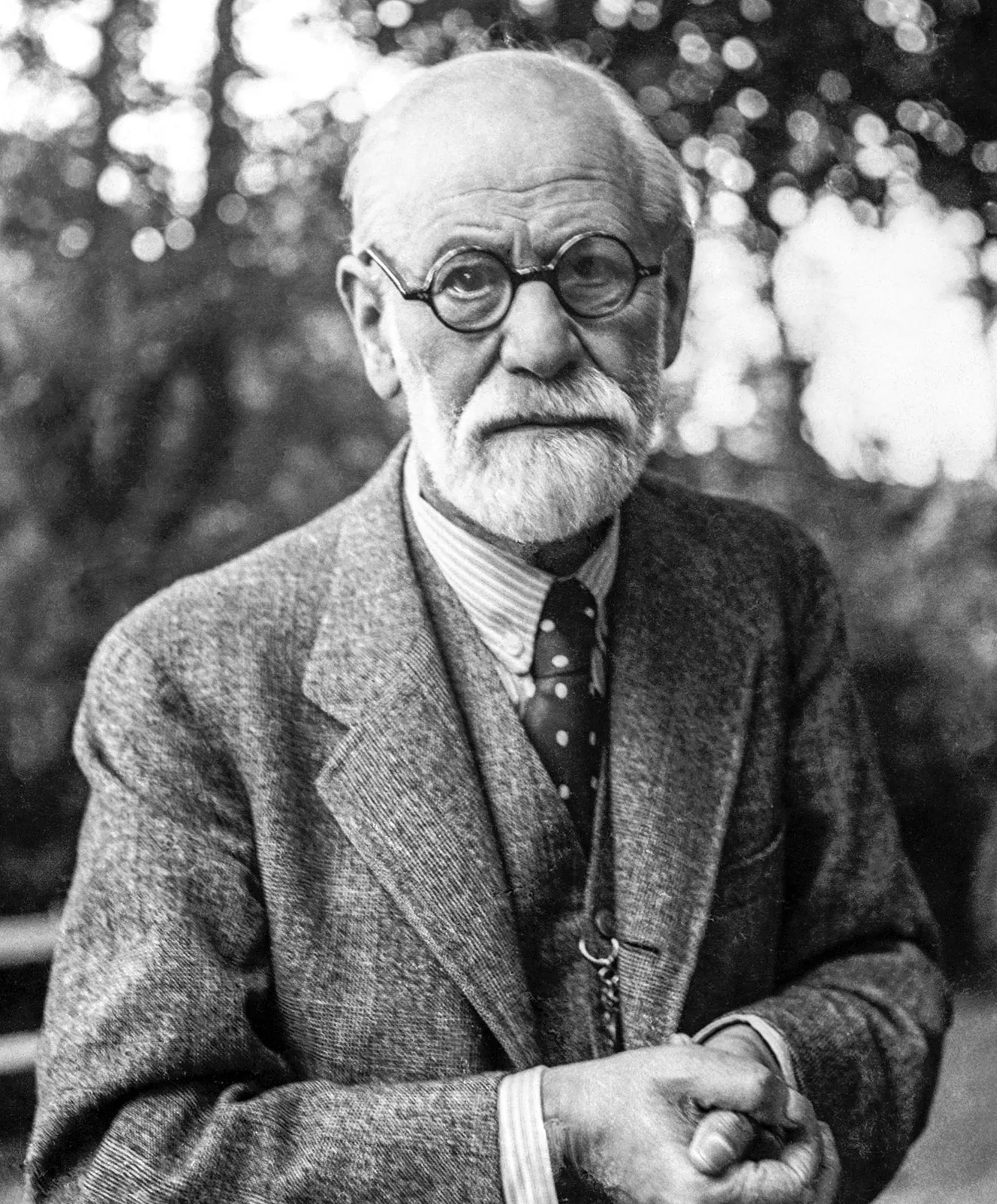
Freud foi uma das grandes influencias da Gestalt-terapia. Perls foi primeiro um psicanalista e grande leitor de Freud até que começou a estabelecer suas próprias teorias.

Fritz Perls iniciou sua trajetória teórica a partir da psicanálise, buscando inicialmente contribuir para sua evolução. No entanto, suas reflexões e críticas o levaram a desenvolver um sistema terapêutico distinto. Em seus escritos, frequentemente se posicionava em relação à psicanálise, utilizando-a como referência para suas ideias. Suas críticas, contudo, foram formuladas em uma época em que Sigmund Freud ainda reformulava seu próprio pensamento. Com os avanços da filosofia, da linguística e da psicanálise contemporânea, algumas das objeções de Perls aos conceitos freudianos não se sustentam plenamente nos dias atuais.
A primeira grande divergência de Perls com a psicanálise ocorreu em 1936, durante uma apresentação no Congresso Internacional de Psicanálise, quando abordou o tema das "Resistências Orais". Ele aprofundou essa discussão em seu livro Ego, Fome e Agressão, onde argumenta que a repressão da agressividade oral se manifesta em padrões como aceitar ideias, conceitos e situações sem questionamento crítico, comparando esse fenômeno ao processo fisiológico da digestão. Para ele, a assimilação saudável envolve a destruição e a absorção do que é nutritivo, enquanto o que não é útil deve ser descartado. Esse modelo trouxe uma nova perspectiva sobre os processos de introjeção e assimilação psicológica, diferenciando-se da visão tradicional da psicanálise.
Ao longo de seu desenvolvimento teórico, Perls passou a valorizar o pensamento diferenciador em oposição ao princípio de causalidade, questionando a ideia de que o comportamento humano deve ser explicado por uma única causa específica. Ele também incorporou conceitos da Psicologia da Gestalt, utilizando a teoria de campo para se contrapor à visão associacionista da psicanálise. Sua abordagem propunha uma visão holística do ser humano, rejeitando a dicotomia entre corpo e mente. Além disso, substituiu a noção de pulsão pelo conceito de homeostase, sugerindo que o desequilíbrio orgânico é o fator primordial na geração de necessidades e impulsos. Também criticou a ênfase excessiva que Freud deu à sexualidade, argumentando que a fome e as funções do ego desempenham papéis mais centrais no funcionamento humano.
Na prática psicoterapêutica, Perls privilegiava a "concentração" no momento presente em detrimento da associação livre, incentivando os pacientes a se conectarem com suas percepções e emoções no "aqui e agora". Ele acreditava que experiências passadas não resolvidas emergiam naturalmente quando o indivíduo se concentrava na expressão de suas emoções no presente. Em vez de interpretar os relatos dos pacientes, Perls incentivava a consciência das interrupções do fluxo experiencial e sua expressão direta. Essa abordagem visava transformar padrões neuróticos repetitivos em recordações elaboradas emocionalmente, promovendo integração e crescimento pessoal. Seu método terapêutico também incorporava o trabalho com sonhos, tratando-os como expressões autênticas do self e utilizando técnicas psicodramáticas para incentivar o paciente a se identificar com diferentes elementos do sonho. Essas diferenças fundamentais refletem a distinção entre a visão humanista, existencial e fenomenológica da Gestalt-terapia e a visão mecanicista, biológica e psicodinâmica da psicanálise tradicional. Apesar de suas críticas, Perls reconhecia a importância da psicanálise em sua formação e expressava gratidão por seu impacto em seu desenvolvimento teórico.

## Zen-budismo

Kanji de zen. Os pensamentos orientais influenciaram bastante Fritz Perls na elaboração da Gestalt-terapia, sobretudo o zen-budismo.

O pensamento de Fritz Perls apresenta diversas semelhanças com as tradições orientais, especialmente com o Zen-budismo e o Taoísmo. Perls via a Gestalt-Terapia não apenas como uma abordagem psicoterapêutica, mas também como uma filosofia de vida e uma arte, promovendo a integração entre razão, emoção e ação. Tanto a Gestalt quanto o Zen enfatizam a importância do indivíduo voltar-se para si mesmo, buscando a totalidade e a integração de sua experiência. Perls reconhecia o valor do Zen na ampliação da consciência e no desbloqueio do potencial humano, embora tivesse reservas em relação ao seu método, que não se baseia explicitamente nas polaridades de contato e retraimento.
Além disso, Perls identificou no Zen-budismo pontos de convergência com a ideia de "indiferença criativa" de Friedländer, concebendo o desenvolvimento humano como um processo dialético no qual os opostos são expressões de um mesmo fenômeno. Ele argumentava que permanecer no centro, no chamado "ponto zero" ou "vazio" do Taoísmo, proporciona uma visão ampliada da realidade e antecede momentos de criação e transformação. A Gestalt-Terapia compartilha com as tradições orientais conceitos como a ênfase no presente, a compreensão das polaridades, o crescimento contínuo e a autoconfiança. A mudança, segundo essa perspectiva, não consiste em tornar-se algo diferente, mas sim em aprofundar a própria essência, permitindo que a natureza individual flua livremente, um princípio fundamental tanto para o Zen quanto para o pensamento humanista.
A Gestalt-terapia e o Zen-budismo compartilham uma visão integrada da experiência humana, enfatizando a presença no aqui e agora, a consciência do fluxo da vida e a aceitação da realidade tal como ela se manifesta. Perls reconhecia o valor do Zen na ampliação da awareness e no desenvolvimento do potencial humano. A abordagem gestáltica, assim como o Zen, busca uma experiência direta da realidade, evitando interpretações excessivas ou teorização desnecessária. Ambos os sistemas incentivam a vivência do presente, afastando-se da fixação no passado ou na antecipação do futuro.
Uma das principais convergências entre a Gestalt-terapia e o Zen é a noção de contato como fundamento da existência. No Zen, a prática meditativa visa dissolver a separação entre sujeito e objeto, permitindo uma experiência de totalidade com o mundo. De maneira semelhante, a Gestalt-terapia propõe que o self emerge na fronteira de contato entre o organismo e o ambiente, destacando a importância da consciência na interação com o meio. O conceito de "vazio fértil", presente na Gestalt, dialoga com a ideia zen de sunyata (vazio/vacuidade), que não é uma ausência, mas um estado de abertura para a experiência plena.
Além disso, a prática da não resistência, essencial ao Zen, encontra eco na Gestalt-terapia através da teoria paradoxal da mudança. Segundo essa perspectiva, a verdadeira transformação ocorre quando o indivíduo se aceita plenamente, ao invés de tentar forçar mudanças artificiais. Esse princípio se assemelha à noção zen de aceitar a impermanência e permitir que a vida siga seu curso natural. A Gestalt-terapia, ao integrar esses elementos, propõe uma abordagem terapêutica que valoriza a espontaneidade e a autenticidade da experiência, alinhando-se à sabedoria contemplativa do Zen.
A influência do Zen na Gestalt-terapia também se manifesta na maneira como ambas as tradições compreendem o self e a consciência. No Zen, o conceito de não-eu (Anatta) enfatiza a interdependência entre indivíduo e ambiente, enquanto na Gestalt-terapia o self é visto como um processo dinâmico que se forma na relação com o mundo. Essa abordagem relacional propõe um afastamento das concepções fixas de identidade, promovendo uma atitude de abertura e flexibilidade diante da experiência.

## Situação atual

#### Abordagem pedagógica
Muitas organizações de treinamento em psicoterapia da forma existem em todo o mundo. Ansel Woldt afirmou que o ensino e o treinamento dela são construídos sobre a crença de que as pessoas são, por natureza, buscadoras de saúde. Assim, compromissos como autenticidade, otimismo, holismo, saúde e confiança tornam-se princípios importantes a serem considerados quando envolvidos na atividade de ensino e aprendizagem – especialmente a teoria e a prática da terapia da forma.

### Associações
Associação para o Avanço da Gestalt-terapia realiza uma conferência internacional bienal em vários locais — a primeira foi em Nova Orleães, em 1995. As conferências subsequentes foram realizadas em São Francisco, Cleveland, Nova Iorque, Dallas, St. Pete's Beach, Vancouver (Colúmbia Britânica), Manchester (Inglaterra) e Filadélfia. Além disso, realiza conferências regionais e a sua rede regional gerou conferências regionais em Amesterdão, no sudoeste e no sudeste dos Estados Unidos, na Inglaterra e na Austrália. Sua Força-Tarefa de Pesquisa gera e estimula projetos de pesquisa ativos e uma conferência internacional sobre pesquisa.
Associação Europeia de Gestalt-terapia, fundada em 1985 para reunir psicoterapeutas da forma individuais europeus, institutos de formação e associações nacionais de mais de vinte nações europeias.
GANZ - Gestalt Australia & New Zealand foram formalmente estabelecidas na primeira Conferência de Terapia da Forma realizada em Perth em setembro de 1998.

### Limitações
Foi demonstrado que a Terapia da Forma não foi projetada nem destinada ao tratamento de adolescentes jovens, especialmente aqueles que manifestam distúrbios psiquiátricos ou comportamentais graves.